# Championnats d'Afrique d'athlétisme 1984
Navigation
Les troisièmes Championnats d'Afrique d'athlétisme ont lieu du 12 au 15 août 1984 au Complexe sportif Moulay-Abdallah de Rabat, au Maroc. La compétition, organisée par la Confédération africaine d'athlétisme, réunit 298 athlètes issus de 28 pays.

## Résultats

### Hommes
| Épreuve               | Or                                                                            | Argent                                                                                     | Bronze                                                                        |
| --------------------- | ----------------------------------------------------------------------------- | ------------------------------------------------------------------------------------------ | ----------------------------------------------------------------------------- |
| 100 mètres            | Chidi Imoh 10 s 40                                                            | Charles-Louis Seck 10 s 49                                                                 | Eseme Ikpoto 10 s 58                                                          |
| 200 mètres            | Innocent Egbunike 20 s 66                                                     | Eseme Ikpoto 21 s 19                                                                       | Ali Bakhta 21 s 32                                                            |
| 400 mètres            | Gabriel Tiacoh 45 s 52                                                        | Sunday Uti 46 s 16                                                                         | Hassan el-Kashief 46 s 47                                                     |
| 800 mètres            | Sammy Koskei 1 min 45 s 17                                                    | Moussa Fall 1 min 45 s 56                                                                  | Omer Khalifa 1 min 45 s 78                                                    |
| 1 500 mètres          | Saïd Aouita 3 min 38 s 18                                                     | Omer Khalifa 3 min 39 s 90                                                                 | Mehdi Aidet 3 min 40 s 85                                                     |
| 5 000 mètres          | Abderrazak Bounour 13 min 41 s 94                                             | Samson Obwocha 13 min 41 s 98                                                              | Kipsubai Koskei 13 min 42 s 05                                                |
| 10 000 mètres         | Kipsubai Koskei 28 min 11 s 70                                                | Ahmed Salah 28 min 17 s 40                                                                 | Mohamed Ali Chouri 28 min 49 s 80                                             |
| 3 000 mètres steeple  | Joshua Kipkemboi 8 min 27 s 88                                                | Lahcene Babaci 8 min 36 s 60                                                               | Habib Chérif 8 min 38 s 26                                                    |
| 110 mètres haies      | Philip Sang 14 s 15                                                           | Riad Benhaddad 14 s 36                                                                     | Hisham Mohamed Makin 14 s 60                                                  |
| 400 mètres haies      | Amadou Dia Bâ 49 s 30                                                         | Henry Amike 49 s 95                                                                        | Ahmed Abdel Halim Ghanem 50 s 77                                              |
| Saut en hauteur       | Mohamed Aghlal 2,17 m                                                         | Boubacar Guèye 2,14 m                                                                      | Azzedine Mostéfa 2,05 m                                                       |
| Saut en hauteur       | Mohamed Aghlal 2,17 m                                                         | Boubacar Guèye 2,14 m                                                                      | Belba Ngaroudel 2,05 m                                                        |
| Saut à la perche      | Mohamed Bouihiri 4,60 m                                                       | Mongi Abidi 4,40 m                                                                         | Choukri Abahnini 4,40 m                                                       |
| Saut en longueur      | Paul Emordi 7,90 m                                                            | Yusuf Alli 7,88 m                                                                          | Joseph Kio 7,82 m                                                             |
| Triple saut           | Joseph Taiwo 17,19 m                                                          | Ajayi Agbebaku 16,96 m                                                                     | Mamadou Diallo 16,68 m                                                        |
| Lancer du poids       | Ahmed Mohamed Ashoush 18,45 m                                                 | Ahmed Kamel Shata 18,09 m                                                                  | Mohamed Fatihi 16,95 m                                                        |
| Lancer du disque      | Mohamed Naguib Hamed 58,62 m                                                  | Abderrazak Ben Hassine 54,46 m                                                             | Mohamed Fatihi 48,86 m                                                        |
| Lancer du marteau     | Hakim Toumi 68,64 m                                                           | Hisham Abdeslam Zaki 61,04 m                                                               | Yacine Louail 59,90 m                                                         |
| Lancer du javelot     | Tarek Chaabani 77,40 m                                                        | Mongi Alimi 73,88 m                                                                        | Ahmed Mahour Bacha 71,86 m                                                    |
| Décathlon             | Mourad Mahour Bacha 7 022 pts                                                 | Hatem Bachar 6 890 pts                                                                     | Abdennacer Moumen 6 810 pts                                                   |
| 20 km marche          | Abdelwahab Ferguène 1 h 30 min 02                                             | Benamar Kachkouche 1 h 30 min 02                                                           | Hassan Kouchaoui 1 h 32 min 46                                                |
| Relais 4 × 100 mètres | Nigeria Iziak Adeyanju Ikpoto Eseme Samson Oyeledun Chidi Imoh 39 s 49        | Côte d'Ivoire Otokpa Kouadio Barthelemy Koffi Georges Kablan Degnan Gabriel Tiacoh 39 s 94 | Sénégal Hamidou Diawara Ibrahima Fall Charles-Louis Seck Mamadou Sène 40 s 86 |
| Relais 4 × 400 mètres | Sénégal Boubacar Diallo Babacar Niang Moussa Fall Amadou Dia Ba 3 min 04 s 76 | Nigeria Henry Amike Olurotimi Peters Moses Ugbusien Sunday Uti 3 min 04 s 85               | Kenya Elkana Nyangau Tito Sawe James Maina Boi Peter Kipchumba 3 min 06 s 73  |

### Femmes
| Épreuve               | Or                                                                             | Argent                                                            | Bronze                                                               |
| --------------------- | ------------------------------------------------------------------------------ | ----------------------------------------------------------------- | -------------------------------------------------------------------- |
| 100 mètres            | Doris Wiredu 11 s 88                                                           | Joyce Odhiambo 11 s 93                                            | Grace Armah 11 s 98                                                  |
| 200 mètres            | Nawal El Moutawakil 23 s 93                                                    | Mercy Addy 24 s 42                                                | Joyce Odhiambo 24 s 44                                               |
| 400 mètres            | Ruth Atuti 54 s 05                                                             | Mable Esendi 54 s 88                                              | Mercy Addy 56 s 36                                                   |
| 800 mètres            | Justina Chepchirchir 2 min 04 s 52                                             | Florence Wanjiru 2 min 05 s 96                                    | Célestine N'Drin 2 min 07 s 72                                       |
| 1 500 mètres          | Justina Chepchirchir 4 min 18 s 45                                             | Fatima Aouam 4 min 22 s 75                                        | Leïla Bendahmane 4 min 23 s 15                                       |
| 3 000 mètres          | Mary Chepkemboi 9 min 19 s 05                                                  | Regina Chemeli 9 min 22 s 17                                      | Leïla Bendahmane 9 min 26 s 28                                       |
| 100 mètres haies      | Maria Usifo 13 s 42                                                            | Awa Dioum-Ndiaye 14 s 40                                          | Chérifa Meskaoui 14 s 55                                             |
| 400 mètres haies      | Nawal El Moutawakil 56 s 01                                                    | Rachida Ferdjaoui 63 s 17                                         | seulement 2 finalistes                                               |
| Saut en hauteur       | Awa Dioum-Ndiaye 1,76 m                                                        | Lucienne N'Da 1,73 m                                              | Salimata Coulibaly 1,70 m                                            |
| Saut en longueur      | Marianne Mendoza 5,93 m                                                        | Basma Gharbi 5,77 m                                               | Dalila Tayebi 5,68 m                                                 |
| Lancer du poids       | Odette Mistoul 15,51 m                                                         | Souad Malloussi 15,31 m                                           | Aïcha Dahmous 13,44 m                                                |
| Lancer de disque      | Zoubida Laayouni 52,70 m                                                       | Aïcha Dahmous 50,12 m                                             | Chérifa Meskaoui 46,04 m                                             |
| Lancer de javelot     | Ténin Camara 45,48 m                                                           | Samira Benhamza 44,90 m                                           | Naïma Fouad 44,40 m                                                  |
| Heptathlon            | Chérifa Meskaoui 5 448 pts                                                     | Frida Kiptala 5 292 pts                                           | Nacèra Achir 5 195 pts                                               |
| Relais 4 × 100 mètres | Kenya Esther Kawaya Joyce Odhiambo Ruth Atuti Mable Esendi 46 s 18             | Ghana Mercy Addy Grace Armah Cynthia Quartey Doris Wiredu 46 s 20 | Gambie Georgiana Freeman Jabou Jawo Amie N'Dow Frances Jatta 47 s 20 |
| Relais 4 × 400 mètres | Kenya Justina Chepchirchir Esther Kawaya Ruth Atuti Mable Esendi 3 min 37 s 76 | Ghana Mercy Addy Martha Appiah Doris Wiredu ? 3 min 45 s 96       | Maroc Fatima Aouam Nawal El Moutawakel ? 3 min 54 s 41               |

## Tableau des médailles
Quatorze pays ont remporté au moins une médaille :
| Rang | Nation            | Or | Argent | Bronze | Total |
| ---- | ----------------- | -- | ------ | ------ | ----- |
| 1    | Kenya             | 10 | 6      | 3      | 19    |
| 2    | Maroc (pays hôte) | 7  | 3      | 8      | 18    |
| 3    | Nigeria           | 6  | 6      | 2      | 14    |
| 4    | Algérie           | 4  | 4      | 5      | 13    |
| 5    | Sénégal           | 4  | 4      | 2      | 10    |
| 6    | Égypte            | 2  | 2      | 2      | 6     |
| 6    | Côte d'Ivoire     | 2  | 2      | 2      | 6     |
| 8    | Tunisie           | 1  | 5      | 2      | 8     |
| 9    | Ghana             | 1  | 3      | 2      | 6     |
| 10   | Gabon             | 1  | 0      | 0      | 1     |
| 11   | Soudan            | 0  | 1      | 2      | 3     |
| 12   | Djibouti          | 0  | 1      | 0      | 1     |
| 13   | Tchad             | 0  | 0      | 1      | 1     |
| 13   | Gambie            | 0  | 0      | 1      | 1     |